# Gouvernement al-Mafraq
Das Gouvernement al-Mafraq (arabisch محافظة المفرق, DMG Muḥāfaẓat al-Mafraq) ist eines der zwölf Gouvernements Jordaniens. Sitz der Gouvernementsverwaltung ist die Stadt Mafraq. Die Einwohnerzahl beträgt 622.500 (Stand: Ende 2020).

## Geschichte
Das Trinkwasserreservoir von Jawa befindet sich in dem Gebiet, es ist der älteste bekannte Damm der Welt und stammt aus dem Jahr 3000 v. Chr.
Viele römische und byzantinische Stätten wurden im gesamten Gouvernement gefunden, vor allem Kirchen aus dem 3. Jahrhundert n. Chr. Es wird angenommen, dass es sich dabei um die ältesten zweckgebauten Kirchen im Christentum handelt.
Während der britischen Mandatszeit beherbergte Mafraq Militäranlagen, die bis heute in Gebrauch sind. Die fünfte Division der jordanischen Armee ist in Mafraq stationiert.

## Geografie
Die Provinz liegt im östlichen Teil des Königreichs Jordanien. Es ist das einzige Gouvernement in Jordanien, das an drei Länder grenzt: den Irak im Osten, Syrien im Norden und Saudi-Arabien im Süden. Es grenzt im Westen an die Gouvernements Irbid und Jerash und im Süden an das Gouvernement Zarqa.
Das Klima ist sehr trocken und ein großer Teil der Fläche besteht aus Wüsten und wüstenartigen Landschaften.

## Demografie
Die Bevölkerung von Mafraq betrug nach der Volkszählung von 2004 244.188, von denen 30 % in Städten und 70 % auf dem Land lebten. Jordanischen Staatsangehörige machten rund 94 % der Bevölkerung aus. Im Zuge des Syrischen Bürgerkriegs flohen sehr viele Personen aus den Kriegsgebieten Syriens nach Mafraq und sorgten für einen starken  Anstieg der Bevölkerung. Im Gouvernement befindet sich das Flüchtlingslager Zaatari mit ca. 80.000 Personen.
| Jahr          | Einwohnerzahl |
| ------------- | ------------- |
| 1994 (Zensus) | 178.914       |
| 2004 (Zensus) | 244.188       |
| 2015 (Zensus) | 549.948       |